# كهف شابور
كهف شابور أو نيشابور (بالفارسية: غار  شاپور) هو كهف تاريخي كبير وقديم في مدينة شيراز جنوب إيران. يعود إلى العصر الساساني وفيه منحوتات حجرية لمجسمات مختلفة ورموز وأرقام وكتابات  حيث تبلغ فتحة الكهف 30 متراً، وارتفاعها 15 متر.
- يُذكر ان إيران تمتاز بالتنوع المناخي والطبيعة الأخاذة وسلسلة من الجبال التي تحوي كهوف فريدة وجميلة من نوعها. فهي تتميز بالكثير من الكهوف الخلابة، التي بمجرد دخولها تشعر وكأنك دخلت عالماً خيالياً، فأشكالها وأحجامها تختلف من كهف لآخر، وتُعَد هذه الكهوف مزارات سياحية أيضاً، حيث يدخلها السياح من داخل جمهورية إيران وخارجها.[2]

## الموقع
يقع كهف شابور في مدينة كازرون في شيراز جنوب إيران على مسافة 4 كيلو مترات من مدينة شابور. ويبعد عن محافظة فارس 30 كيلو متراً، كما وتبعد مدينة كازرون عن مدينة شيراز 140 كيلو متر غرباً. (وتعتبر مدينة شيراز مركز محافظة فارس).

## معالم الكهف
يعود تأريخ كهف شابور إلى العصور الساسانية، ويحتوي في داخله على منحوتات حجرية لمجسمات ورموز وكتابات. ومن أهم معالم الكهف التي لازالت شاخصة إلى الآن هي:
•تمثال شابور الأول: وهو تمثال عظيم يقع أمام بوابة الكهف يمثل الإمبراطور شابور الأول الملك الساساني. وقد تم نحت التمثال من قطعة صخر كبيرة في الكهف، ويمثل هذا التمثال إحدى عجائب الفن في العصر الساساني إذ يبلغ ارتفاع التمثال (7) أمتار.
•حوض المياه: يقع هذا الحوض الذي مازال موجوداً إلى الآن في جوف الكهف، وتَشَكل الحوض من قطرات الماء التي تتساقط من جدران الكهف العلوية. حيث كان هذا الحوض يؤمن المياه لسكنتهِ قديماً.

## معرض الصور

صور الشخصيات الرئيسية
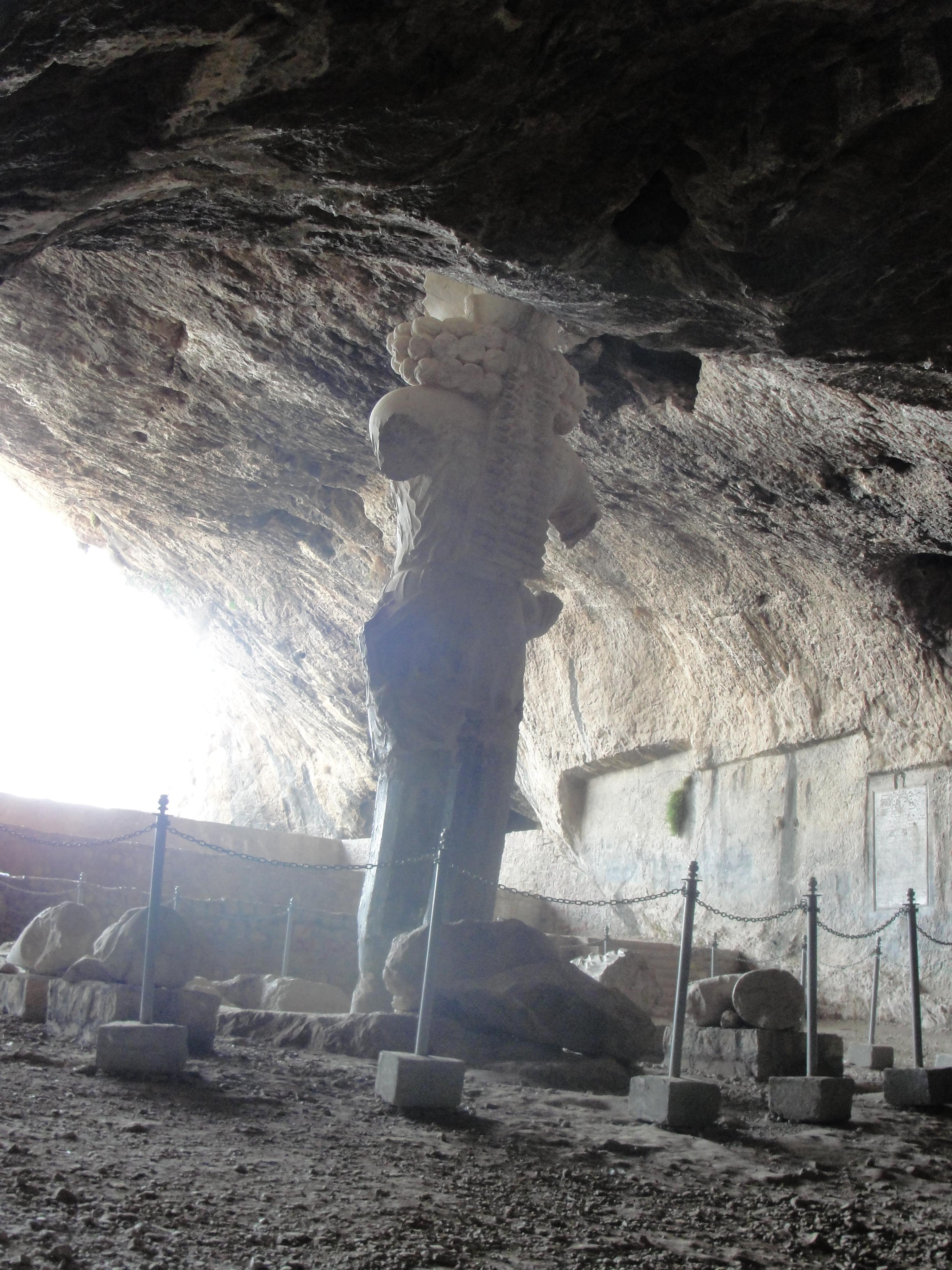
تمثال شابور الأول.
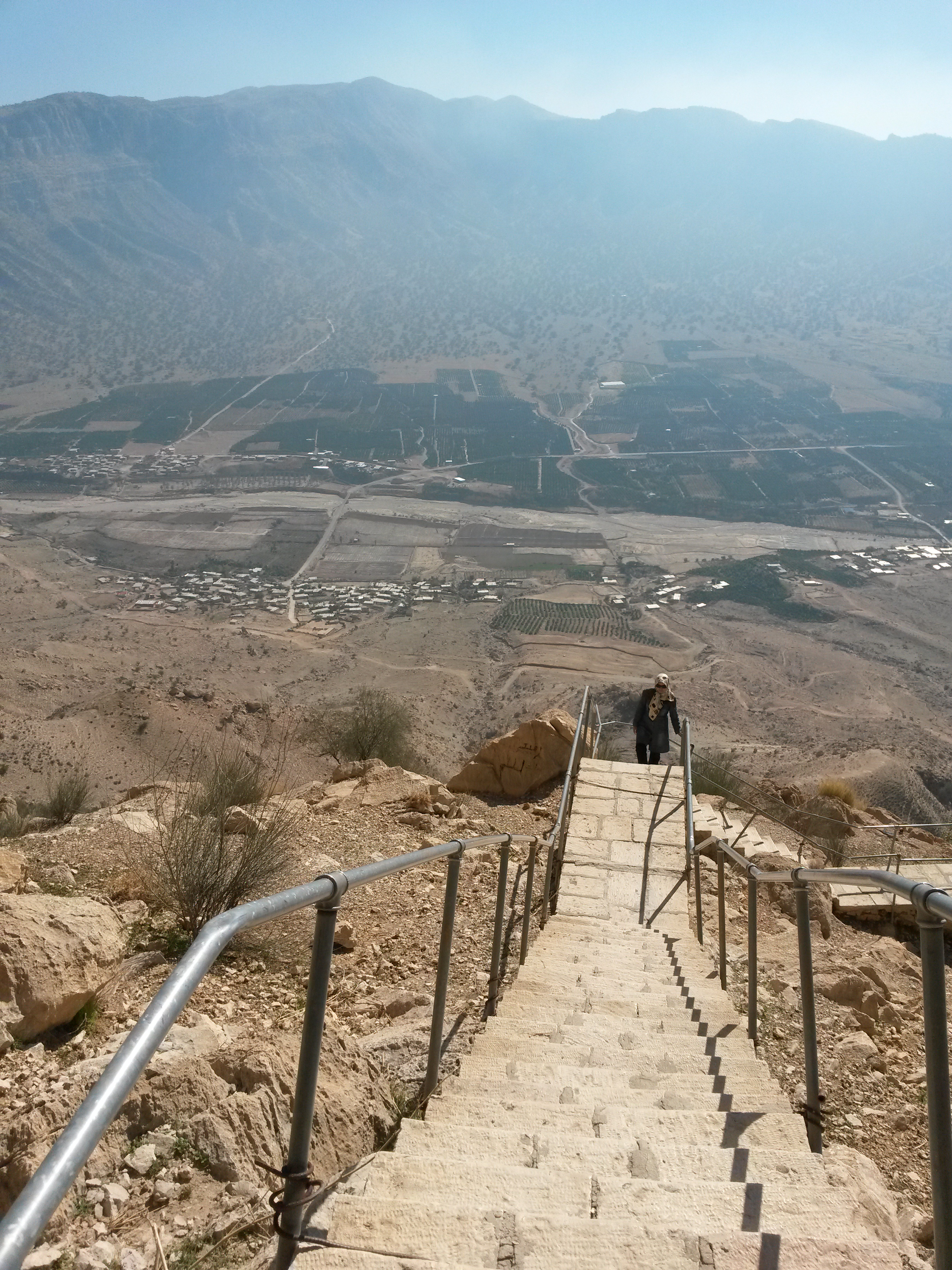
السلم المؤدي إلي مدخل الكهف.
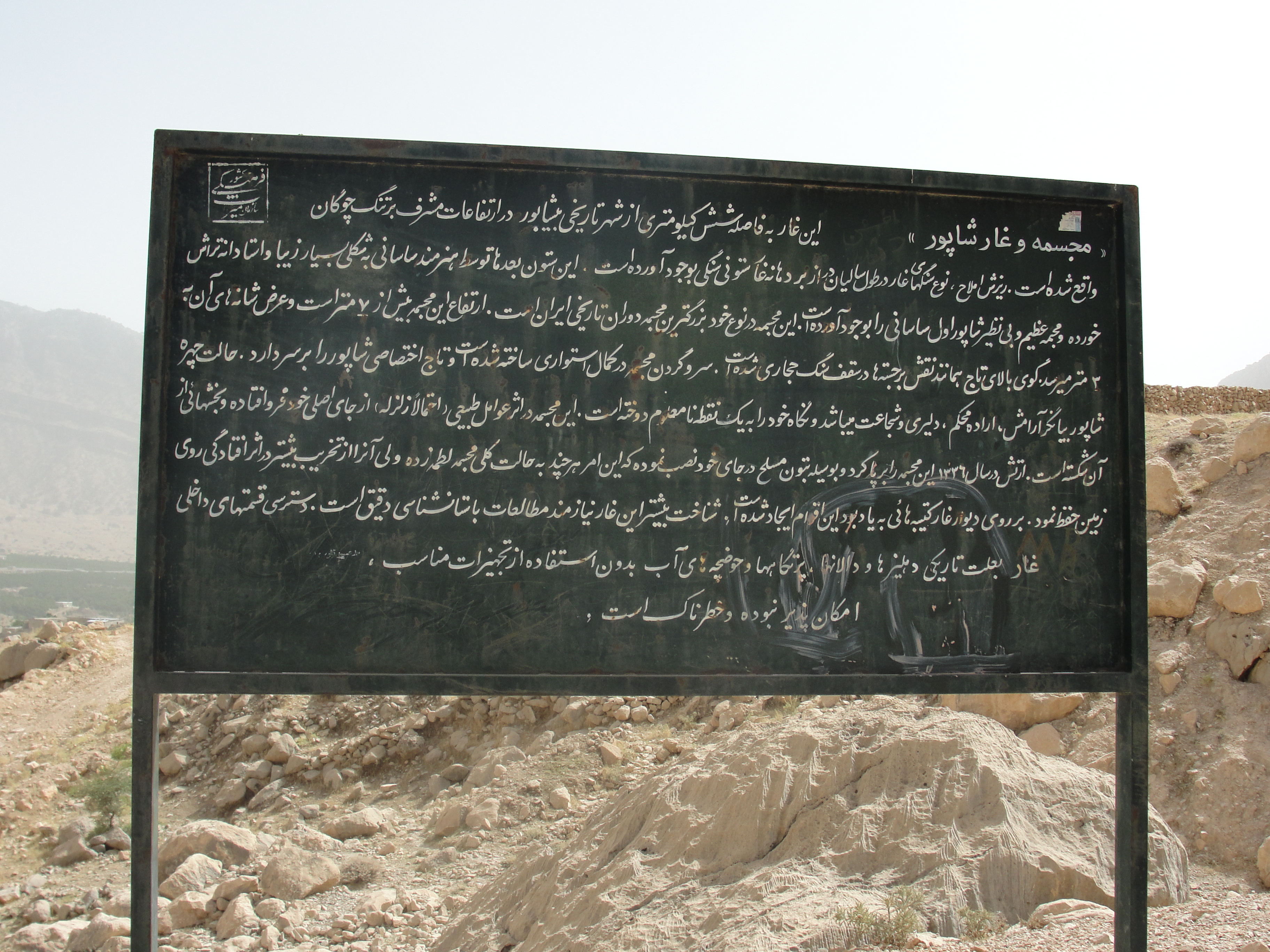
لافتة قرب مدخل الكهف.
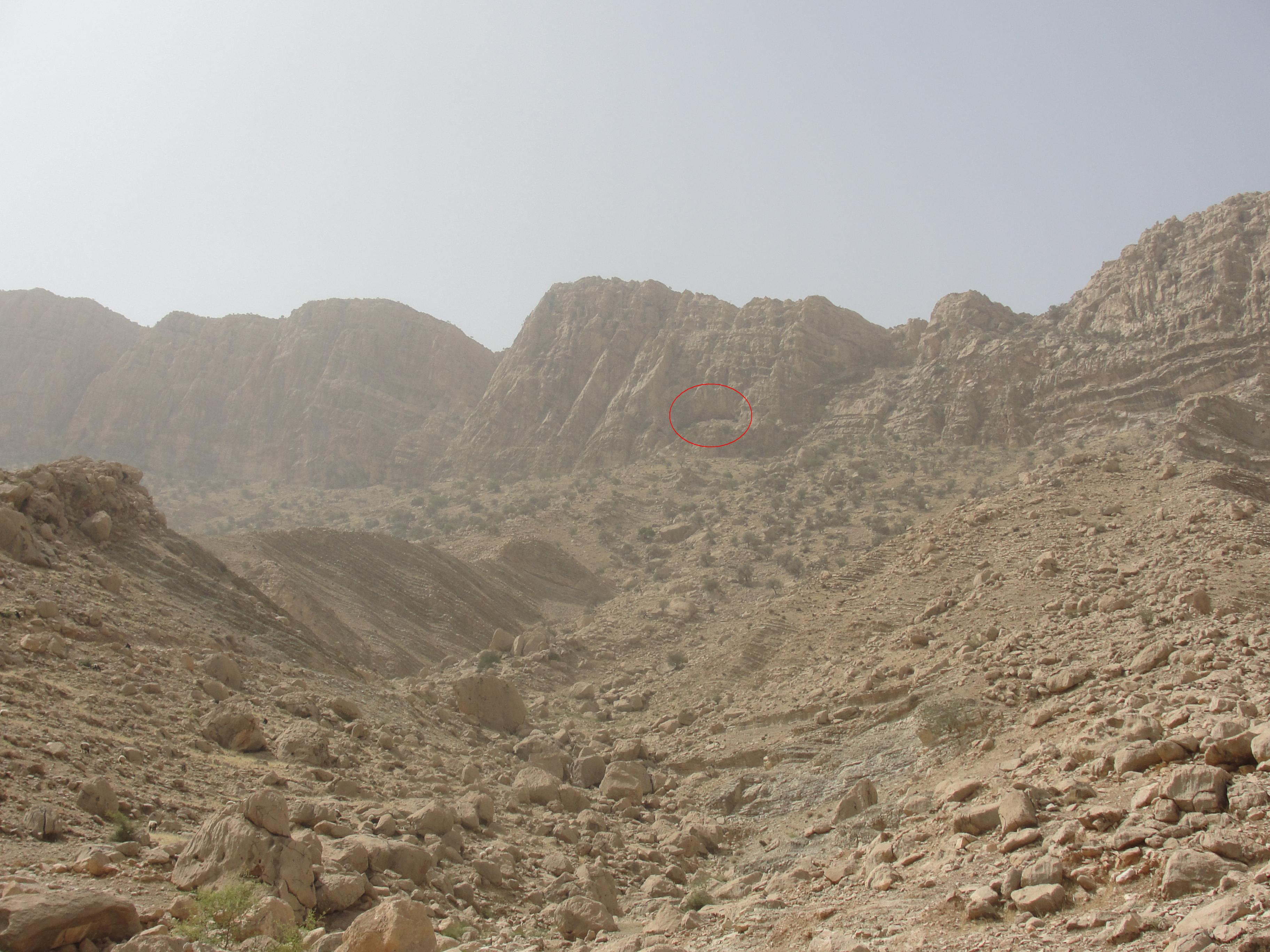
كهف شابور من الأسفل.
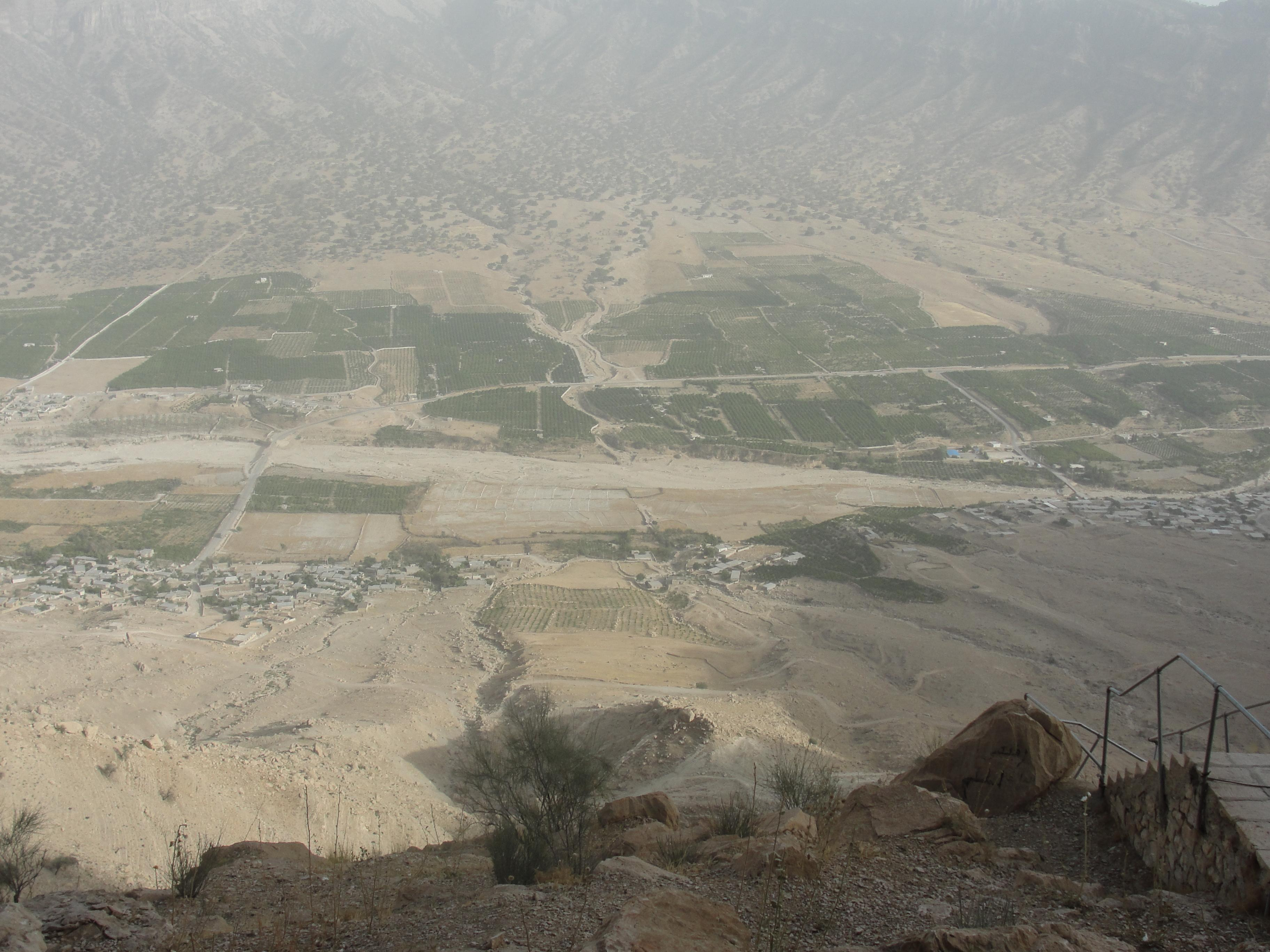
محيط كهف شابور الخارجي.
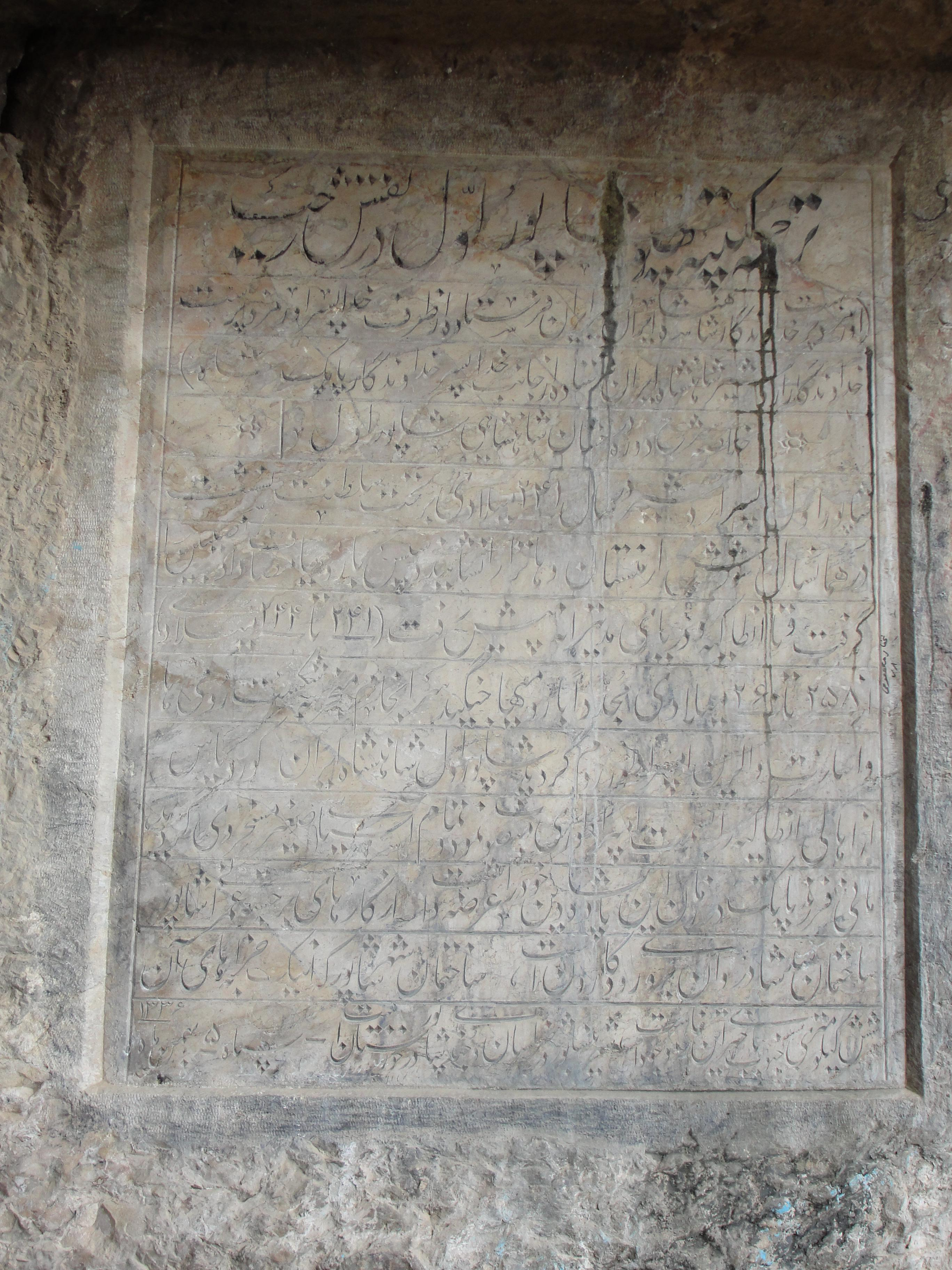
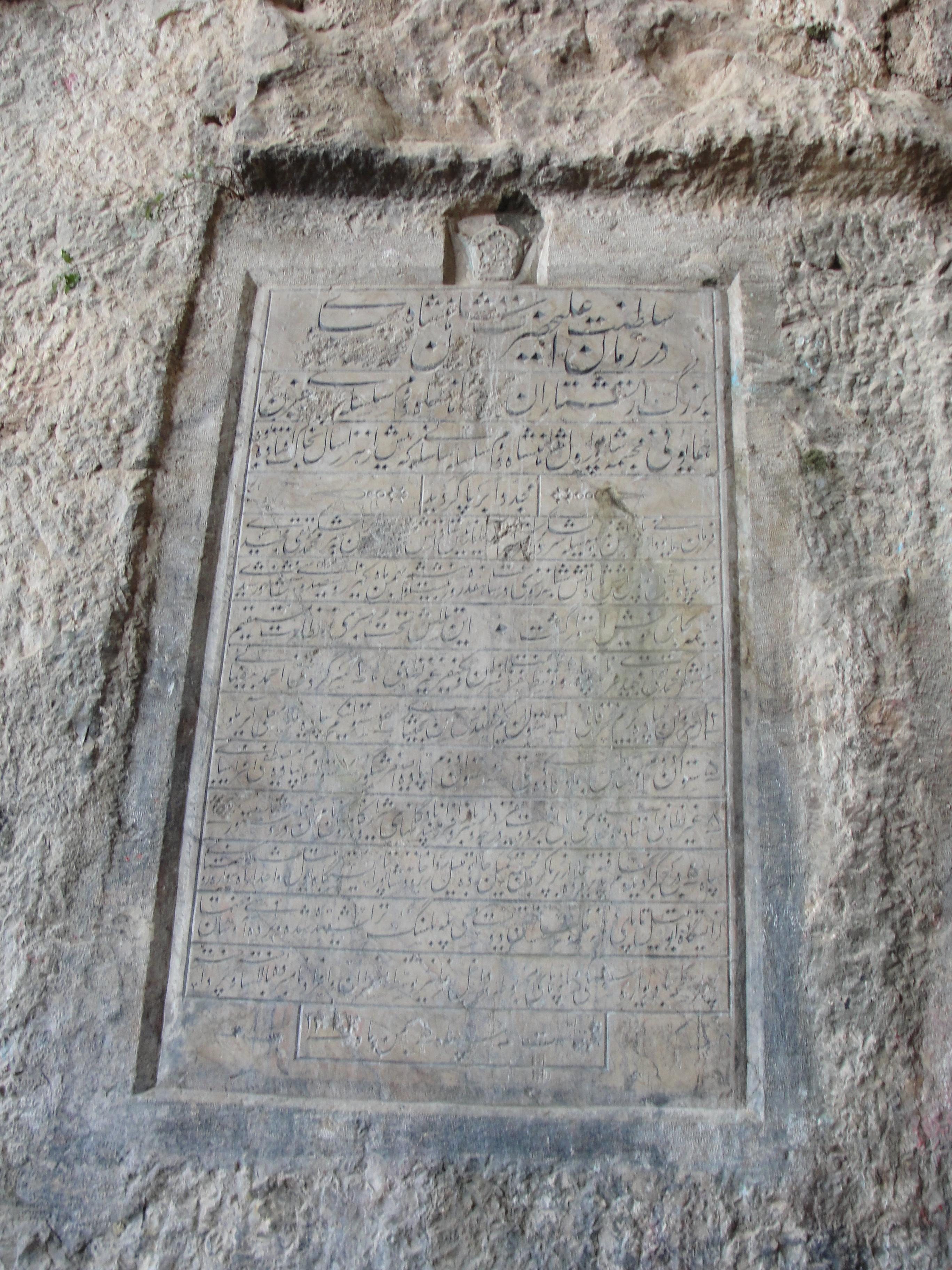
قصة إعادة نصب التمثال.